# Kazimierz Zakrzewski (elektrotechnik)
Kazimierz Andrzej Zakrzewski (ur. 6 lutego 1938 w Łodzi, zm. 13 września 2016 tamże) – polski naukowiec, profesor, którego zainteresowania dotyczyły elektrodynamiki maszyn elektrycznych i transformatorów oraz metod komputerowych stosowanych w procesie modelowania pól elektromagnetycznych występujących w urządzeniach i przetwornikach elektromechanicznych.

## Życiorys
Ukończył z odznaczeniem  XV Gimnazjum i Liceum Ogólnokształcące w Łodzi w 1954. Studiował na Wydziale Elektrycznym Politechniki Łódzkiej w latach 1954–1959. W 1960 został asystentem prof. dr h.c. inż. Eugeniusza Jezierskiego, pracując w Katedrze Maszyn Elektrycznych i Transformatorów Politechniki Łódzkiej. W Politechnice Łódzkiej przepracował nieprzerwanie 54 lata.
Doktorat uzyskał w 1968, na Wydziale Elektrycznym Politechniki Łódzkiej (promotor doc. dr hab. inż. Janusz Turowski). Habilitował się na macierzystym Wydziale w 1972. Tytuł naukowy profesora uzyskał w 1983. Profesorem zwyczajnym Politechniki Łódzkiej został w 1992. Prof. Zakrzewski pełnił funkcję Prodziekana ds. Nauki na Wydziale Elektrycznym Politechniki Łódzkiej w latach 1981–1987. Był wieloletnim dyrektorem Instytutu Maszyn Elektrycznych i Transformatorów, a następnie Instytutu Mechatroniki i Systemów Informatycznych na Wydziale Elektrotechniki, Elektroniki, Automatyki i Informatyki Politechniki Łódzkiej (1992-2007). Uzyskał godność doktora honoris causa Politechniki Opolskiej (2013). Wypromował 8 doktorów nauk technicznych z których 4 uzyskało tytuły naukowe profesora nauk technicznych.
Prof. Zakrzewski jest autorem ponad 230 publikacji naukowych, opublikowanych  w czasopismach krajowych i zagranicznych oraz w materiałach konferencyjnych. Tematyka publikacji dotyczy elektrodynamiki maszyn elektrycznych i transformatorów, zjawisk polowych w materiałach ferromagnetycznych, modelowania fizycznego i matematycznego urządzeń elektrycznych. Jest współautorem książek: Analiza i synteza pól elektromagnetycznych (pod red. J. Turowskiego, wyd. Ossolineum, 1990) i Computational magnetics (pod red. J. Sykulskiego, wyd. Chappman and Hall, 1991).
Pełnił funkcję Przewodniczącego Komitetu Elektrotechniki Polskiej Akademii Nauk (2003–2011) i Sekcji Maszyn Elektrycznych i Transformatorów tegoż Komitetu (od 1997), oraz Honorowego Przewodniczącego Komitetu Elektrotechniki Polskiej Akademii Nauk. Był wieloletnim Przewodniczącym Rady Naukowej branżowego Instytutu Elektrotechniki w Warszawie (od 1999). Był członkiem Łódzkiego Towarzystwa Naukowego oraz International Compumag Society.
Współpracował wiele lat z  fabrykami przemysłu elektromaszynowego w Polsce (m.in. ELTA-Łódź, EMIT-Żychlin, „Dolmel” Wrocław, BOBRME-Komel Katowice) oraz wykonywał ekspertyzy dla przemysłu (Huta Łaziska, Kopalnia Węgla Brunatnego Adamów i in.). Był uczestnikiem staży naukowych w Transformatoren – Union w Bad-Cannstatt, w Instytucie Budowy Transformatorów w Zaporożu na Ukrainie, w Instytucie Niskich Temperatur i Badań Strukturalnych PAN we Wrocławiu.
Pełnił funkcję Profesor Associe w Universite des Science et Technologies  de Lille (Francja, 1990). Wygłaszał  wykłady  m.in. w Uniwersytetach: Southampton  i Strathclyde (Wielka Brytania), Vigo (Hiszpania), Leuven i Liège (Belgia), Pawia (Włochy), na Politechnice w Kijowie oraz w Łotewskiej Akademii Nauk  w Rydze.
Był członkiem Centralnej Komisji do Spraw Stopni i Tytułów Naukowych (2000–2012), członkiem Rady Redakcyjnej  International Journal for Mathematics and Computation in Electrical and Electronic Engineering COMPEL (Wielka Brytania), kwartalnika PAN Archives of Electrical Engineering oraz  wielu Komitetów Konferencji Naukowych zagranicznych i krajowych. Był członkiem Honorowym Polskiego Towarzystwa Elektrotechniki Teoretycznej i  Stosowanej.

## Nagrody i odznaczenia
- Złoty Krzyż Zasługi
- Krzyż Kawalerski Orderu Odrodzenia Polski
- Medal Komisji Edukacji Narodowej
- Odznaka Zasłużonego dla Politechniki Łódzkiej
- Odznaka Zasłużonego dla Politechniki Śląskiej
- Medal Alessandro Volty Uniwersytetu w Pawii
- Złota Odznaka Stowarzyszenia Elektryków Polskich
- Medale Stowarzyszenia SEP (Medale im.: Michała Doliwo-Dobrowolskiego, Eugeniusza Jezierskiego, Pawła Jana Nowackiego, Stanisława Fryze, Józefa  Węglarza)
- Laureat trzech Nagród Ministra za osiągnięcia naukowe
- Laureat Nagrody Wydziału IV Nauk Technicznych PAN
- Laureat Nagrody Sekretarza Naukowego PAN
- Odznaka Honorowa Miasta Gorzowa Wielkopolskiego